# Helberhausen
Helberhausen is een stadsdeel van de Duitse stad Hilchenbach. Helberhausen hoort bij de Kreis Siegen-Wittgenstein en telt ongeveer 700 inwoners.
Helberhausen ligt aan de Uerdinger Linie, in het traditionele gebied van het Hoogduits.